# Томс Брук (Вирџинија)
Томс Брук (енгл. Toms Brook) град је у америчкој савезној држави Вирџинија. По попису становништва из 2010. у њему је живело 258 становника.

## Демографија
Према попису становништва из 2010. у граду је живело 258 становника, што је 3 (1,2%) становника више него 2000. године.
| Група             | 2000.       | 2010.       |
| Белци             | 241 (94,5%) | 224 (86,8%) |
| Афроамериканци    | 3 (1,2%)    | 6 (2,3%)    |
| Азијати           | 0 (0,0%)    | 1 (0,4%)    |
| Хиспаноамериканци | 2 (0,8%)    | 19 (7,4%)   |
| Укупно            | 255         | 258         |